# الرابطة التونسية المحترفة لكرة القدم للسيدات 2018–19
الرابطة التونسية المحترفة لكرة القدم للسيدات 2018–19 هو الموسم 14 من بطولة الرابطة التونسية المحترفة لكرة القدم للسيدات. يلعب فيه أفضل 12 ناديا تونسيا في مجموعة واحدة. نادي الجمعية الرياضية لبنك الإسكان هو حامل اللقب وخصومه الرئيسيين للفوز النهائي هم الجمعية الرياضية النسائية بالساحل و الاتحاد الرياضي التونسي.
فاز بهذا الموسم نادي الجمعية الرياضية لبنك الإسكان لثالث مرة في تاريخه.

## الأندية المشاركة
- الجمعية الرياضية لبنك الإسكان
- الجمعية الرياضية النسائية بالساحل
- الاتحاد الرياضي التونسي
- الجمعية الرياضية النسائية بقفصة
- الجوهرة الرياضية النسائية بصفاقس
- الجمعية الرياضية النسائية بسبيبة
- الجمعية الرياضية النسائية بسوسة
- الجمعية الرياضية النسائية بتبلبو قابس
- الجمعية الرياضية النسائية بسبيطلة
- الجمعية الرياضية النسائية بفريانة
- المجد الرياضي بسيدي بوزيد
- الجمعية الرياضية النسائية بالكرم

## روابط خارجية
- الموقع الرسمي للجامعة التونسية لكرة القدم.
- الرابطة التونسية المحترفة لكرة القدم للسيدات على موقع مؤسسة إحصاءات وثيقة لرياضة كرة القدم